# روز یادبود اوکیناوا

روز یادبود اوکیناوا (به ژاپنی: 慰霊の日 Irei no Hi) ۲۳ ژوئن یک روز تعطیل عمومی در استان اوکیناوا در ژاپن به مناسبت یادبود کشته شدگان در نبرد اوکیناوا در جنگ دوم جهانی و کشته شدن حدود ۲۴۰ هزار نفر در این جنگ.